# 高鵬 (1911年)
高鹏（1911年—1959年12月），男，辽宁辽阳人，中国人民解放军大校，中国人民解放军沈阳军区空军副司令员。

## 生平
高鹏是今灯塔市铧子镇唐家堡子村人。1931年，高鹏考入东北大学化学系，后转入政治经济系。九一八事变爆发后，高鹏参加了流亡北平的东北学生组织的抗日救国团体“东北学生军”，被选为学生军的队长。1935年，参加一二·九运动。1936年，任六一三学生运动总指挥。1937年，与赵侗、纪亭榭等人在北京昌平县白羊城村成立北平郊区第一支人民抗日队伍国民抗日军，担任政治部主任兼副司令员。1937年，国民抗日军加入平西八路军晋察冀军区聂荣臻司令员指挥的八路军挺进军，改编为八路军晋察冀军区第五支队，高鹏任副司令员。同年12月加入中国共产党。1938年，第五支队改编为第三团，高鹏任晋察冀军区第一军分区副司令员。1940年，参加了百团大战。
1945年日本投降后，高鹏调回东北。1945年后历任东北人民自治军总部参谋处长，辽宁省保安司令部参谋长，参加了秀水河子战役和四平保卫战。1946年，任辽西军区副司令员兼参谋长。
中华人民共和国成立后，高鹏历任东北军区防空部队副司令员兼参谋长，东北军区空军副司令，沈阳军区防空军第一副司令员兼参谋长，沈阳军区空军副司令员等职务。1955年被授予大校军衔。1959年逝世，终年48岁。。